# 野田英里
野田 英里（のだ えり、1984年3月14日 - ）は元NHKの契約キャスターで元名古屋テレビ放送（メ～テレ）の契約アナウンサー。

## 来歴・人物
愛知県一宮市出身。名古屋芸術大学短期大学部卒業後、卒業後幼稚園教諭を経て、2007年から4年間CBCラジオのレポートドライバーを務め、2011年NHK富山に移りニュース富山人等を担当後、2013年から5年間NHK名古屋でレポーターを担当。
2018年4月名古屋テレビ放送に移籍した。2020年3月30日、月末でのメ〜テレ退社を発表した。
4月からは、NHK横浜に移籍した。2022年3月NHK横浜放送局を退局。 2022年4月より絵本専門士として活動している、 。
保育士資格は現在も所持。

## 過去の担当番組

### NHK富山時代
- ニュース富山人

### NHK名古屋時代
- ほっとイブニング（レポーター）

### メ～テレ時代
- ANNニュース
- メ〜テレNEWS
- ナレーション

### NHK横浜時代
- はま☆キラ!
- ひるまえほっと